# کلمنس مایر
کلمنس مایر (آلمانی: Clemens Meyer؛ زادهٔ ۲۰ اوت ۱۹۷۷) فیلم‌نامه‌نویس، مترجم، و نویسنده اهل آلمان است.